# Siège du château d'Iwaya
Le siège du château d'Iwaya a lieu en 1586 lorsqu'une armée du clan Shimazu assiège le château d'Iwaya qui appartient au clan Takahashi, vassal du clan Ōtomo.
Après la défaite du clan Ryūzōji à la bataille d'Okita Nawate en 1584, Shimazu Yoshihisa recentre son attention sur le clan Ōtomo et une campagne est lancée contre leurs possessions. Le siège du château de Iwaya est la conséquence de l'invasion de la province de Chikuzen par Shimazu. Le châtelain d'Iwaya est Takahashi Shigetane, un des vassaux les plus fiables des Ōtomo, et il tient la forteresse avec une petite garnison d'environ 700 soldats. Quand l'armée d'invasion d'environ 20 000 soldats assiège le château, la situation semble intenable mais la garnison réussit à tenir pendant deux semaines.
Lorsque Shigetane se rend compte qu'il ne peut tenir la forteresse plus longtemps, il commet seppuku. Les hommes de Shimazu s'emparent du château et impressionnés par la conduite fidèle de Shigetane, on rapporte qu'ils prient pour son esprit défunt.

## Source de la traduction
- (en) Cet article est partiellement ou en totalité issu de l’article de Wikipédia en anglais intitulé « Siege of Iwaya Castle » (voir la liste des auteurs).